# ماجراهای کاپیتان مارول
ماجراهای کاپیتان مارول (انگلیسی: Adventures of Captain Marvel) یک فیلم مجموعه‌ای سیاه‌وسفید آمریکایی محصول ریپابلیک پیکچرز، با تهیه کنندگی هیرام اس. براون جونیور، کارگردانی جان اینگلیش و ویلیام ویتنی، و با بازی تام تایلر در نقش کاپیتان مارول و بازی فرانک کوگلان جونیور در نقش بیلی بتسون، می‌باشد. این سریال براساس شخصیت محبوب کمیک بوکی کاپیتان مارول، که در آن زمان متعلق به انتشارات فاست کامیکس بود و داستان‌هایش در «کمیک تند و تیز» و «ماجراهای کاپیتان مارول» چاپ می‌شد، ساخته شده‌است. شخصیت کاپیتان مارول اکنون متعلق به انتشارات دی‌سی کامیکس است.
ماجراهای کاپیتان مارول بیست و یکمین سریال از ۶۶ سریال ساخته شده توسط ریپابلیک پیکچرز به‌شمار می‌رود. این سریال اولین اقتباس از یک شخصیت کمیک بوکی (بدون احتساب شخصیت‌های کمیک استریپ) بود. این سریال ابرقهرمان انتشارات فاست کمیکس را در یک داستان اورجینال بصری به نمایش می‌گذارد. کاپیتان مارول با یک جنایتکار نقابدار باهوش به نام عقرب مبارزه می‌کند که مصمم است کنترل یک سلاح باستانی را در دست بگیرد. این سلاح به شکل یک عقرب فلزی بزرگ با پاهای قابل تنظیم، دم و لنزهای قابل جابجایی ساخته شده‌است که برای فعال کردن پرتو قدرتمند آن باید اعضای آن به خوبی کنار هم چیده شوند.

## قسمت‌ها
1. «نفرین عقرب» (۳۰ دقیقه)
2. «گیوتین» (۱۶ دقیقه)
3. «بمب ساعتی» (۱۷ دقیقه)
4. «مرگ چرخ را می‌گیرد» (۱۶ دقیقه)
5. «عقرب ضربه می‌زند» (۱۶ دقیقه)
6. «لنز مرگ» (۱۶ دقیقه)
7. «اهداف انسانی» (۱۷ دقیقه)
8. «بومرنگ» (۱۷ دقیقه)
9. «تله مرد مرده» (۱۶ دقیقه)
10. «کشتی نابودی» (۱۶ دقیقه)
11. «دره مرگ» (۱۶ دقیقه)
12. «راز کاپیتان مارول» (۱۶ دقیقه)

## بازیگران
- تام تایلر در نقش کاپیتان مارول

- فرانک کوگلان، جونیور در نقش بیلی بتسون

- ویلیام بندیکت در نقش وایتی مورفی
- لوئیس کوری در نقش بتی والاس
- رابرت استرنج در نقش جان ملکوم
- هری ورثی در نقش پروفسور لوتر بنتلی
- برایانت واشبرن در نقش هری کارلیل
- جان دیویدسون در نقش تال چوتالی
- جورج پمبروک در نقش دکتر استفن لانگ
- پیتر جرج لین در نقش پروفسور دوایت فیشر
- رید هدلی در نقش رحمان باز
- جک مولهال در نقش هاول
- کن دونکان در نقش برنت
- نایجل ده برولیر در نقش شزم
- تتسو کومای در نقش چان لای
- استنلی پرایس در نقش اُوِنز
- جرالد مهر در نقش صدای عقرب
- کن ترل در نقش خدمتکار بنتلی